# Лог
Лоґ (англ. Log file, від англ. log — колода) — спеціальний файл, у якому накопичується зібрана службова та статистична інформація про події в системі (програмі). Операційні системи (особливо це стосується серверних ОС) та серверне програмне забезпечення зазвичай мають розвинуту систему ведення лоґів. За допомогою них можна змусити систему (програму) реєструвати у лоґ-файлах фактично будь-які події. Відповідно різні типи подій, різну інформацію можна зберігати у своїх спеціалізованих логах.
Зокрема, лоґи сайтів зазвичай накопичують і зберігають службову інформацію про відвідувачів (IP-адресу комп'ютера відвідувача, коли відвідувався сайт і скільки часу користувач провів на сайті, яку інформацію переглядав та копіював, який браузер використовувався тощо).
Інформація з лоґ-файлів надалі використовується адміністраторами для аналізу подій, виявлення помилок, збоїв, зведення статистики, звітування, стеження дій підозрілих користувачів, вузлів тощо.